# Ismael Athuman
Ismael Said Athuman González (Maspalomas, España, 1 de febrero de 1995) es un futbolista keniano que juega de defensa. Juega para el Zamora C. F. de la Primera Federación. Es internacional con la selección de Kenia.

## Trayectoria
Athuman se formó en la Unión Deportiva Vecindario, pasando posteriormente a la cantera de la Unión Deportiva Las Palmas. Con el equipo juvenil amarillo, jugó en la División de Honor de dicha categoría. Después subió al filial, llegando a participar en varios partidos de Segunda División B.
Para la segunda mitad de la temporada 2015–2016, fue cedido al Club Polideportivo Cacereño. Sin embargo, el equipo terminó descendiendo a Tercera División de España. La temporada siguiente volvió al filial del club amarillo.
En enero de 2017 rescindió su contrato, para poco más tarde, firmar por el Granada C. F. "B". La temporada siguiente se incorporó al C. F. Fuenlabrada. En agosto de 2018 volvió a su isla natal para incorporarse una vez más a Las Palmas Atlético.
En agosto de 2020 se incorporó a los entrenamientos de la primera plantilla, recibiendo el alta federativa el 5 de octubre. Debutó en Segunda División el 5 de diciembre de ese mismo año, ante la S. D. Ponferradina.
El 25 de agosto de 2021 firmó como jugador del Real Murcia Club de Fútbol. Un año después, tras haber ayudado al conjunto pimentonero a ascender a la Primera Federación, fichó por el Centre d'Esports Sabadell Futbol Club. Con este equipo compitió en dicha categoría antes de regresar en junio de 2023 a la Región de Murcia para jugar en el Águilas F. C. que había conseguido subir a Segunda Federación.
Tras quedar libre al final de la temporada 2023-24, el 16 de enero de 2025, firmó por la A. D. Mérida de la Primera Federación. Al finalizar la temporada dejó el club extremeño para fichar por el Zamora C. F.

## Selección nacional
Debutó el 31 de mayo de 2016 con la selección de Kenia en un partido amistoso contra Sudán. Oficialmente, se estrenó el 5 de junio del mismo año ante Congo por la clasificación para la Copa Africana de Naciones de 2017.

## Vida personal
Athuman es hijo del contorsionista y acróbata keniata Said Athuman Mbaga, conocido como Billy. Su madre es española.